# Шехтман, Марк Мануилович
Марк Мануилович Шехтман (1928—2019) — израильский художник, член южного отделения Союза художников и скульпторов Израиля, родился в Киеве, в семье известного художника-авангардиста, репатриировался в Израиль в 1980. По специальности — инженер. Серьёзно заниматься живописью начал в Израиле.

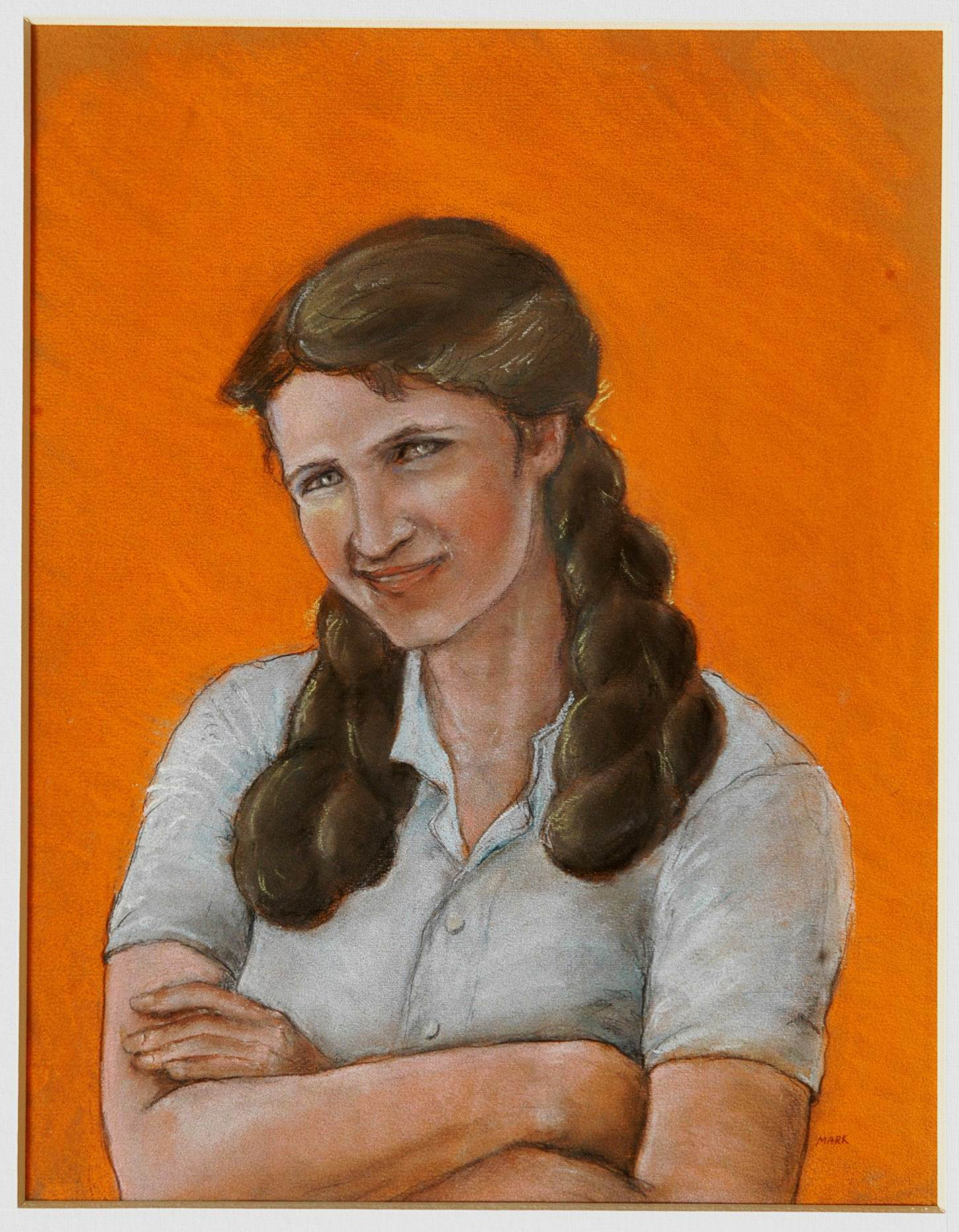
Марк Шехтман. «Элла»

Отец Марка известный художник-авангардист Шехтман, Мануил Иосифович (школа М. Бойчука). Картины Шехтмана-старшего в постоянной экспозиции Киевского национального музея украинского искусства, продолжают представлять украинский авангард на выставках в странах Европы, Азии и Америки.
Персональные и групповые выставки Марка в залах Беер-Шевы (выставка в колледже Шамун), Тель-Авива, Хайфы, Иерусалима, Сдерота, в Норвегии, Венгрии. Картины Марка — в частных собраниях Израиля и за границей.
Рассказы и статьи Архивная копия от 10 июня 2020 на Wayback Machine Марка публиковались в русскоязычных израильских газетах, на иврите — в журнале Союза писателей «מאזניים» (Весы), в Нью- Йоркском «Russian Forward», в московском ежегоднике «Диалог».
В рамках проекта «День художника» Марк вместе с учениками выполнил настенные композиции в 40 школах городов Негева. После теракта в дискотеке «Дельфи» инициатор и исполнитель росписи стен школы «Шевах-Мофет». (недоступная ссылка)
Преподавал рисунок в общественных центрах, в организации «Амха» (Твой народ) пережившим Катастрофу бывшим узникам гетто и концлагерей.